# Kameani Potokî, Kremenciuk
Kameani Potokî (în ucraineană Кам'яні Потоки) este localitatea de reședință a comunei Kameani Potokî din raionul Kremenciuk, regiunea Poltava, Ucraina.

## Demografie
Componența lingvistică a localității Kameani Potokî
     Ucraineană (92,87%)
     Rusă (6,8%)
     Alte limbi (0,28%)
Conform recensământului din 2001, majoritatea populației localității Kameani Potokî era vorbitoare de ucraineană (92,87%), existând în minoritate și vorbitori de rusă (6,8%).